# Supplementum primum prodromi florae Novae Hollandiae
Supplementum primum prodromi florae Novae Hollandiae (abreviado Suppl. Prodr. Fl. Nov. Holl.) es un libro ilustrado con descripciones botánicas que fue editado por el reconocido botánico escocés Robert Brown, recolector de la flora de Australia a principios del siglo XIX. Fue publicado en 1830.
Es un suplemento  al Prodromus Florae Novae Hollandiae et Insulae Van Diemen. Puede ser conocido por su abreviatura botánica Suppl.Prodr.Fl.Nov.Holl.
El suplemento publicó numerosos taxones nuevos de la familia Proteaceae, sobre todo los descubiertos por William Baxter desde la publicación del original Prodromus en 1810.